# دينيس كرافتسوف
دينيس كرافتسوف (بالروسية: Денис Кравцов)‏ هو لاعب كرة قدم روسي في مركز الوسط، ولد في 18 مارس 1990 في أولان-أودي في روسيا. لعب مع أمكار بيرم وتوربيدو موسكو.